# Rom 5:12
Albums de Marduk
Warschau
(2006) Wormwood
(2009)
Rom 5:12 est le dixième album studio du groupe de black metal suédois Marduk. L'album est sorti le 24 avril 2007 sous le label Regain Records.
Le titre de l'album est une référence à un passage de l'Épître aux Romains, au chapitre 5, verset 12.
C'est le dernier album du groupe enregistré avec le batteur Emil Dragutinovic, qui a d'ailleurs été remplacé par Lars Broddesson pendant l'enregistrement de l'album.
Le premier chanteur de Marduk, Joakim Göthberg, est le second vocaliste sur le titre Cold Mouth Prayer.
Le chanteur Naihmass Nemtheanga est le second vocaliste sur le titre Accuser/Opposer.

## Liste de morceaux
1. The Leveling Dust - 5:12
2. Cold Mouth Prayer - 3:28
3. Imago Mortis - 8:36
4. Through the belly of Damnation - 4:20
5. 1651 - 4:54
6. Limbs of Worship - 4:26
7. Accuser/Opposer - 8:44
8. Vanity of Vanities - 3:42
9. Womb of perishableness - 7:02
10. Voices from Avignon - 5:08

## Musiciens
- Mortuus – chant
- Morgan Steinmeyer Håkansson – guitare
- Magnus « Devo » Andersson – basse
- Emil Dragutinovic – batterie sur les titres 1, 2, 4, 6 et 10
- A. Gustafsson - batterie sur les titres 3, 7 et 9
- Joakim Göthberg – chant sur le titre Cold Mouth Prayer
- Naihmass Nemtheanga – chant sur le titre Accuser/Opposer